# Ángela Valle
Ángela Valle (Comayagüela, 7 de enero de 1927-Tegucigalpa, 9 de mayo de 2003) fue una escritora, periodista y ensayista hondureña. En 1967 se la otorgó el Primer Premio Nacional de Poesía Juan Ramón Molina.

## Biografía
Sus padres fueron Bernardo Valle Hernández y Ana Leonor Cerrato Salgado. Sus tíos paternos, Rafael Heliodoro Valle y Hermenegildo Valle Hernández. Su padrino espiritual fue el escritor Luis Andrés Zúñiga.
En su juventud, y en honor a su abuela paterna (Ángela Hernández), adoptó el nombre de Ángela para presentarse ante el mundo intelectual con el seudónimo de Ángela Valle.  
Trabajó como periodista en diversos medios de prensa de Honduras: el diario El Día, en El Cronista, (como colaboradora), y en el diario La Prensa.

## Características de su obra
Adaluz Pineda, miembro de la Academia Hondureña de la Lengua, señala que  Valle, componía de manera tradicional (utilizando el soneto o poemas largos y rimados) pero también usando formas modernas del verso libre. .
El ensayista Ramón Oquelí dice "Ángela Valle, Pompeyo del Valle, Antonio José Rivas, Nelson E. Merren, José Adán Castelar, aportaron piezas fundamentales para el afianzamiento de un quehacer poético serio, muy respetable.”
El escritor costarricense Alfonso Chase, considera que la poesía de Valle es "reposada, profundamente humana y social".

## Obra
- Arpegios
- Azahares
- Inicial
- La celda impropia [5]
- Las flores de mayo
- Lúnulas (Premio Nacional de Poesía Juan Ramón Molina)
- Más allá de la cruz
- Nombre para un soneto
- Pajarera de luz (obra elegíaca en memoria del ballet infantil costarricense, que en 1965 sufrió un fatal accidente en Honduras. Fallecieron 33 de las 50 personas que se conducían en el autobús)
- Plaqueta de la ausencia
- Sirte

## Reconocimientos
Recibió en 1967 el Premio Nacional de Poesía Juan Ramón Molina en 1967 por su libro Lúnulas. Fue declarada Mujer del Año en 1986.
Su obra ha sido incorporada en distintas antologías de literatura como "Poesía hondureña del siglo XX" del Claude Couffon, 1997, Armas de la luz (Alfonso Chase, 1985), Poesía soy yo, poetas en español del siglo XX,  Colección Visor de Poesía (Raquel Lanseros y Ana Merino) Honduras, poesía política (Roberto Sosa, 2002), Trilogía poética de las mujeres en Hispanoamérica (pícaras, místicas y rebeldes (Saavedra, Patiño y Luna, 2004) y Poesía hondureña de hoy, (Óscar Acosta, 1971).
2019 Homenaje por Universidad Pedagógica Nacional "Francisco Morazán", ÁNGELA VALLE, Poeta Eterna. Aproximación poética de la obra de Ángela Valle, presentación de poemas inéditos por las escritoras: Aleyda Linares, Anarella Vélez, Kay Valle, Melissa Merlo, Yadira Eguiguren y Venus Mejía, realizado el 9 de mayo de 2019, Paraninfo "Ramón Oquelí".